# Dicranomyia gloria
Dicranomyia gloria är en tvåvingeart som först beskrevs av George W. Byers 1994.  Dicranomyia gloria ingår i släktet Dicranomyia och familjen småharkrankar. Inga underarter finns listade i Catalogue of Life.